# Herb Kraju Nadmorskiego

Herb Kraju Nadmorskiego.

Herb Kraju Nadmorskiego (ros. Герб Приморского края) – oficjalny symbol Kraju Nadmorskiego, przyjęty w obecnej formie 22 lutego 1995 r. przez regionalne zgromadzenie prawodawcze.

## Opis i symbolika
Na francuskiej tarczy herbowej złoty kroczący tygrys. Zwierzę zwrócone jest w heraldyczną prawą stronę (lewą z perspektywy obserwatora), jego pasy i inne elementy barwy czarnej, paszcza rozwarta, kły złote, ogon uniesiony. Tarcza barwy zielonej z wpisanym w nią błękitnym krzyżem świętego Andrzeja. Tygrys znajduje się na pierwszym planie i przesłania krzyż.
Herb Kraju Nadmorskiego oparty jest na herbie jego stolicy, miasta Władywostok. Zwierzę znajdujące się w herbie jest tygrysem syberyjskim, który zamieszkuje te ziemie i jest jednym z ich najważniejszych symboli. Złota barwa tygrysa ma symbolizować zamożność i dostatek, a także wskazywać na różnorodność oraz bogactwo miejscowej flory i fauny. Tygrys ma symbolizować rozwój, a jego otwarta paszcza wskazuje, że jest on gotowy do odparcia każdych ataków i tym samym strzeże on rosyjskich granic na wschodzie. Zgodnie z tradycjami heraldycznymi ogon tygrysa jest uniesiony, co ma pokazywać, że nie jest on tchórzem. Użycie krzyżu św. Andrzeja jest hołdem złożonym św. Andrzejowi Apostołowi, który był jednym z najważniejszych świętych czczonych na Rusi, a sam krzyż wszedł jako symbol na banderę rosyjskiej marynarki wojennej. W herbie Kraju Nadmorskiego krzyż ma wskazywać na położenie geograficzne obszaru leżącego nad Pacyfikiem oraz jego rolę jako ważnej bazy dla rosyjskiej Floty Oceanu Spokojnego. Zieleń użyta w herbie to nawiązanie do tajgi, a sam kolor ma symbolizować nadzieję, a błękit wskazywać na przyjaźń.

## Historia

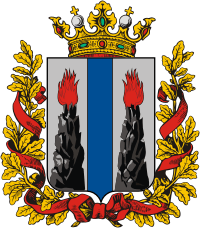
Herb obwodu nadmorskiego z czasów Imperium Rosyjskiego.

Herb Kraju Nadmorskiego w formie wielkiej.

Tygrys pojawia się w herbie Władywostoku 16 marca 1883 r. z nadania imperatora Aleksandra III Romanowa. Należał on wówczas do imperialnego obwodu nadmorskiego, w herbie którego znajdowały się dwa czarne, dymiące wulkany z czerwonymi językami ognia, oddzielone od siebie błękitną wstęgą, na srebrnym tle. W 1917 r. upada Imperium Rosyjskie wraz z dynastią Romanowów, a w wyniku przewrotu październikowego do władzy dochodzą bolszewicy. W okresie sowieckim w użyciu była przede wszystkim symbolika związana z ideologią komunistyczną, tradycje heraldyczne odeszły w zapomnienie. Zostały one wskrzeszone wraz z rozpadem Związku Radzieckiego i przemianami jakie dokonały się w Federacji Rosyjskiej w latach dziewięćdziesiątych.
W 1994 r. władze regionu powołały specjalną komisję, która miała zająć się opracowaniem herbu. Na jej czele stał zastępca gubernatora obwodu, a w jej skład weszli artyści, historycy i specjaliści od heraldyki. Rozpatrzyła ona ponad 200 projektów i propozycji, ale większość z nich nie spełniała kanonów sztuki. Problemem był także fakt, że Kraj Nadmorski w obecnej postaci powstał w 1938 r. i miał niewiele wspólnego z noszącym tę samą nazwę obwodem z czasów imperialnych – sprawiało to, że de facto brakowało tradycji heraldycznej dla regionu tego szczebla. W propozycjach padało umieszczenie w herbie głowy jelenia, ale uznano, że motyw ten często powtarza się w rosyjskiej heraldyce, proponowano też kwiat lotosu, ale propozycja ta została odrzucona. W końcu zdecydowano się na syberyjskiego tygrysa, który jako rzadko występujący osobnik, stanowi jeden z symboli regionu.
Ostatecznie komisja wybrała projekt, który zyskał uznanie ekspertów. Został on rozpatrzony pozytywnie 22 lutego 1995 r. przez Zgromadzenie Prawodawcze Kraju Nadmorskiego. 29 maja 1995 r. został on natomiast zaakceptowany przez gubernatora regionu. Herb Kraju Nadmorskiego zapisano pod numerem 519 w Państwowym heraldycznym rejestrze Federacji Rosyjskiej. Jego użycie reguluje odpowiednia ustawa. Użycie herbu jest regulowane przez specjalną ustawę zgromadzenia deputowanych. Na jej podstawie herb musi być umiejscowiony na fasadach budynków, związanych zarówno z władzą prawodawczą jak i wykonawczą regionu, a także w biurach i salach posiedzeń najwyższych władz krajowych. Powinien się także znajdować na pieczęciach, listach gratulacyjnych, dyplomach oraz na dokumentach wytwarzanych przez regionalną administrację. Herb może występować także w formie wielkiej. na jego tarczy umieszczana jest wtedy Wielka Korona Imperialna Rosji, a otaczają ją złoty wieniec z liści dębu, przeplatany wstęgą Orderu św. Andrzeja Apostoła Pierwszego Powołania.